# 冰核计划
《冰核计划》（英語："Ice"）是美国科幻电视剧《X档案》第一季的第八集，于1993年11月5日通过福克斯电视网在美国首播。节目由格伦·摩根和黄毅瑜编剧，戴维·纳特执导，首播时约有1000万观众收看，收视家庭则有620万户。本集播映后获得评论界好评，剧中营造的紧张气氛反响甚佳。
联邦调查局特工福克斯·穆德（大卫·杜考夫尼）和丹娜·斯嘉丽（吉莲·安德森饰）受命调查人称“档案”的悬案，这些案件大多同超自然现象有关。穆德相信有超自然现象存在，但斯嘉丽对此抱怀疑态度，希望能证明实情并非如此。两人在本集调查阿拉斯加某科研队成员的离奇死亡案。与世隔绝之下，两名特工和随同的科研队员发现某种外星寄生生物，其宿主会产生难以克制的愤怒冲动。
节目剧情灵感源自《科学新闻》杂志刊登的一篇有关格陵兰发掘工作的文章，另据《档案》主创人克里斯·卡特表示，约翰·W·坎贝尔1938年的小说《誰去那裡?》同样对剧情有显著影响。虽然制片人希望本集只在一个地点取景能节约成本，但节目最终依然超出预算。

## 剧情
驻扎在阿拉斯加州冰角（Icy Cape）前哨站的地球物理学科考队成员间发生大规模谋杀-自杀案，联邦调查局特工福克斯·穆德（Fox Mulder，大卫·杜考夫尼饰）和丹娜·斯嘉丽（Dana Scully，吉莲·安德森饰）前往调查，一同随行的还有医师霍奇博士（Dr. Hodge，山德·贝克利饰）、毒理学家南希·达席尔瓦博士（Dr. Nancy DaSilva，费利西蒂·赫夫曼饰）、地质学家墨菲博士（Dr. Murphy，史蒂夫·希特纳饰）和飞行员比尔（Bear，杰夫·科伯饰）。一行人在前哨站发现科考队成员遗体，穆德和比尔还遭到一条狗的袭击。斯嘉丽发现狗皮上有黑色结节，怀疑狗可能感染有腺鼠疫，还发现狗皮下有某种异常活动。比尔被狗咬伤后染上疾病，身上长出类似结节，但从验尸结果来看，已死的科考队成员中没有任何人有同类症状。
墨菲找到估计源自陨石坑的冰岩芯样板，这片样板从理论上来说可能已有25万年历史。比尔坚持要求离开，但其他人担心他感染的疾病会向外界传染并要求他提供粪便样本，但比尔此时突然攻击穆德并试图逃跑，他的皮肤下还有异常活动。霍奇从比尔后颈取出一只寄生虫，导致对方死亡。飞行员的死导致穆德一行无法自行离开，同时因为天气恶劣，外界也不可能前来解救。
组员把比尔身上取出的小蠕虫放在罐裡，还在其中一具科研队成员遗体上找到类似蠕虫。穆德觉得这些虫是外星生命，希望将之保留下来，但斯嘉丽认为应该清除掉这些虫子，避免他人感染。一行人相互检查，看看有没有谁身上有黑色结节，虽然一无所获，但穆德提醒斯嘉丽，之前狗身上的结节过了一段时间后就消失了。穆德之后在冰箱里发现墨菲的尸体，喉咙被割开，包括斯嘉丽在内的其他人认为穆德已被感染并杀害墨菲，所以把他关进储藏室。
斯嘉丽发现两只蠕虫实际上正好相克，放到一起就都会死亡。其他人于是把其中一只蠕虫放进狗的耳朵，狗过了一会就恢复正常。霍奇和达席尔瓦接下来又不顾斯嘉丽的反对要把另一只蠕虫放进穆德的耳朵，但就在这时，霍奇发现达席尔瓦才是被感染的人，他和穆德一起把形近颠狂的女博士制服并把虫放入她耳内。一行人之后终于获救，达席尔瓦被隔离起来，其他人可以自行离开。穆德还想返回事发现场，但工作人员称那里已被政府摧毁。:117–118

## 制作

### 构想和编剧
格伦·摩根（Glen Morgan）经《科学新闻》（Science News）杂志得知，格陵兰有人发现25万年前封在冰中的物品，这则消息给予他灵感，之后便开始创作《冰核计划》的剧本:118–119。剧集故事背景同约翰·W·坎贝尔1938年的小说《有谁去那里》（Who Goes There?）类似，都是冰天雪地且已被外星生命占领的偏远研究基地。小说还有两部改编电影，分别是克里斯蒂安·奈比（Christian Nyby）执导，霍华·霍克斯制片的1951年电影《怪人》（The Thing from Another World）和约翰·卡本特导演的1982年电影《怪形》。:118–119据《档案》主创人克里斯·卡特所言，小说和两部电影都对《冰核计划》的剧情有显著影响。电视剧中的人物也像小说和电影中一样互不信任，不能确定彼此是否已被外星人控制:118–119。卡特对这样的剧情设定感到特别满意，因为这让穆德和斯嘉丽一度相互对立，为节目早期的人物发展提供新的视角。
《档案》此后的剧集多次采用与《冰核计划》类似的故事背景，例如第一季第20集《夜幕低垂》（Darkness Falls）和第二季第九集《火山口惊魂》（Firewalker）的故事都发生在偏远地点，剧中人物都受到未知生命形式的威胁:182–183。摩根和另一位编剧黄毅瑜之后还在1995年电视剧《宇宙之外》（Space: Above and Beyond）的第七集《敌人》（The Enemy）中采用类似剧情，另据UGO网络报导，《危机边缘》第二季第13集《谎言之下》（What Lies Below）的剧情也和《冰核计划》“基本一致”。本集是《档案》首次以无脊椎动物作为反派，之后的《火山口惊魂》、《下水道惊魂记》（The Host）、《剖尸》（F. Emasculata）和《槲鸡》（Roadrunners）也有类似设定。

### 拍摄
《档案》新任艺术指导设计师格雷姆·默里（Graeme Murray）曾参与1982年约翰·卡本特电影《怪形》的制作，受此影响，《冰核计划》和《怪形》有部分镜头内容颇为相似，剧集中的大部分剧情也都发生在他搭建的外景中:50。虽然制片人希望通过把节目限制在一个地方取景来节约成本，但《冰核计划》的摄制依然超支。据卡特所言，《档案》大多是小成本制作，“我们花的每一分钱都会在荧屏上体现出来:50。”为了节省开支，《冰核计划》的出场人物很少，内景镜头是在一间莫尔森啤酒老工厂搭建的场地摄制，为数不多的几个外景镜头则是在温哥华的达美航空公园取景，因为这里平坦的地势和机库可以为模拟北极地点提供方便。卡特还称，他更希望让故事发生在北极点，但估计当时各项条件还不可行:115。
制片商起初打算用乳胶把蛇包起来，用来拍摄剧中的寄生虫，事实证明这样的路走不通，于是剧组改用黄粉虫的幼虫。寄生虫在宿主体内爬行的效果是在用假皮下的电线达成，其中还有一块假皮上有狗的毛发。寄生虫在罐子里游动并从狗的耳朵钻入的镜头则是用数字技术制作。考虑到福克斯公司的审查人员可能要求修剪部分内容，剧组还拍了额外的蠕虫镜头以备所需，但最终该公司的标准和实践部没有提出剪辑要求:119。《冰核计划》是《档案》化妆师托比·林达拉（Toby Lindala）首次在节目制作中发挥举足轻重的作用，之后他成为剧集的首席化妆师:119。剧中使用的狗颇有来头，男主角杜考夫尼所养的狗“布鲁”（Blue）就是由它所生:118。《档案》的武术指导肯·科齐格在《冰核计划》中短暂出镜，诠释节目冷开场中被害的科学家。

## 解读
《冰核计划》同《档案》的主线谜团没有直接关联，但有学者认为，剧中外星人入侵和政府阴谋的主题是对之后剧集发展方向的预兆，第二季的剧情会更明显地朝外星人阴谋方向偏移。两位主角的关系也在本集得到进一步探讨，穆德和斯嘉丽相互信任，这和霍奇与达席尔瓦之间互相猜疑的态度形成鲜明对比，后两人对待同伴的态度如出一辙，都可以从对方身上看到自己的影子:86。
《冰核计划》中包含两种摩根和黄毅瑜其他作品中的常见要素，一个是双重身份，另一个则是对角色人格的质疑。莱斯利·琼斯（Leslie Jones）在《昨晚我们看到预兆》（Last Night We Had an Omen）一文中指出，这种主题动机在《档案》另外多集节目里都有体现，例如性格温和的动物管制核查员实际上存在变异，身体能够变形，还以人类肝脏为食（《突变异种》），又或是宾夕法尼亚州乡间某位倒霉居民在杀虫剂和电子设备的共同影响下被逼疯（《恐惧症》），还有被魔鬼崇拜者控制的家长教师会（《巫教学校》）。:89
马里兰大学生物学教授安妮·西蒙（Anne Simon）在著作《怪物、变异体和迷失环节：档案背后真正的科学》（Monsters, Mutants and Missing Links: The Real Science Behind the X-Files）一书中指出，人类的血脑屏障不能阻档寄生虫，所以蠕虫的确可以像《冰核计划》中一样依附到人类下丘脑:23–24。她还把《冰核计划》和之后的剧集《前往通古斯卡》（Tunguska）及《客西马尼园》（Gethsemane）对比，这几集都有外星生命经泛种论抵达地球的情节主题:58–59。

## 反响

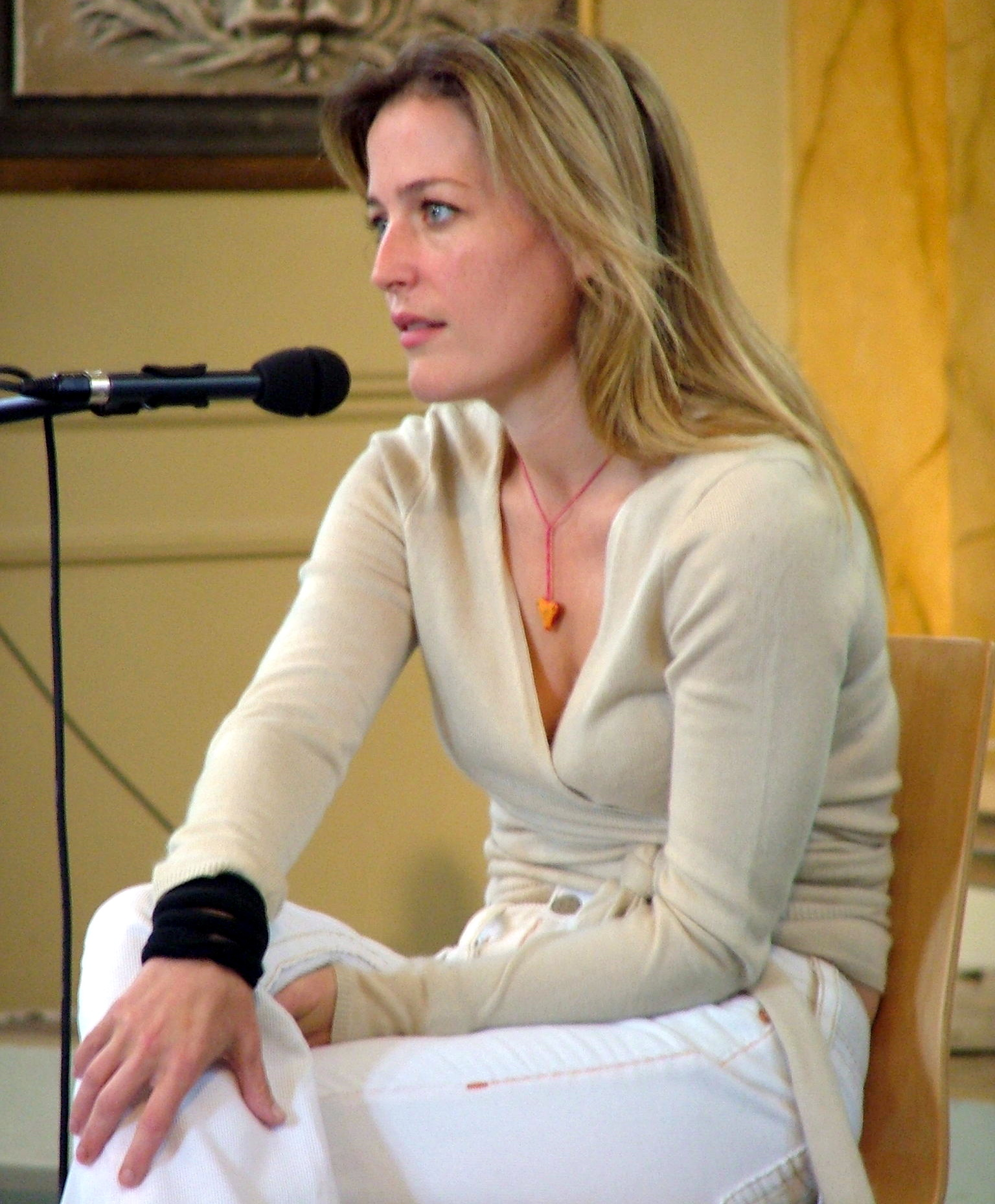
有评论认为，吉莲·安德森（图）扮演的丹娜·斯嘉丽在《冰核计划》中表现得比首次登场的《试播集》更加聪慧。

### 收视成绩
《冰核计划》于1993年11月5日通过福克斯电视网在美国首播，1994年11月10日又经英国广播公司第二台在英国播映。节目在美国首播期间约有620万户家庭收看，观众人数约1000万:248。尼尔森收视率数值为6.6，收视率11，意即当时所有装有电视的美国家庭中有6.6%收看本集，当时就在看电视的观众则有11%选择《冰核计划》:248。1996年，《冰核计划》和第一季第四集《奥卡布基湖奇案》（Conduit）一起经录像带发行，还同第一季其他剧集一起收录到完整版中。

### 评价
《冰核计划》播出后获得评论界赞誉。马特·赫尔维茨（Matt Hurwitz）和克里斯·诺尔斯（Chris Knowles）在合著的《完整档案》一书中指出，《档案》此时羽翼未丰，《冰核计划》相当于是节目的里程碑。《娱乐周刊》在回顾第一季时给本集评分“−”（最高“+”），称赞节目气氛“特别紧张且节奏明快”。基思·菲普斯（Keith Phipps）在《影音俱乐部》撰文称赞本集表现，给予评级。在他看来，剧中演员完美演绎出角色的偏执，整集节目完全达到《档案》第一季的优异水准。《冰核计划》得以入选《影音俱乐部》的最伟大低成本单场景剧集之列，评论中称赞本集成功将封闭空间转变成节目的优势。此外，该杂志还于2012年发文，把《冰核计划》列入《档案》的十大“必看”剧集，称正是这集首度证明，《档案》“的确有可能成为别具一格的节目”，文中还称赞本集“把幽闭恐惧症发挥得淋漓尽致”，而且成功展现出剧中英雄人物忐忑不安的心境和逐渐增强的信任。
数码间谍网站的本·罗森-琼斯（Ben Rawson-Jones）称，穆德和斯嘉丽在《冰核计划》中的对立气氛极度紧张，其中的偏执情绪达到极致。《纽约每日新闻》发文，称赞本集“卓具成效，而且令人毛骨悚然”，剧情足以同《阴阳魔界》相提并论:253。极客巢穴网站的马特·海格（Matt Haigh）称本集“惊险且极具吸引力”，并在文中指出《冰核计划》和《怪形》的相似之处，朱丽叶特·哈里森（Juliette Harrisson）则认为本集是《档案》第一季中最优秀的独立剧情节目。电视小队的安娜·约翰斯（Anna Johns）撰文赞扬本集表现堪称“壮观”，而且有“绝妙”的开场。网络称本集的蠕虫是《档案》中最出彩的“每周怪物”之一，让节目的刺激程度大幅增强。网站的梅根·迪恩斯（Meghan Deans）把穆德和斯嘉丽在各自身上检查感染迹象的情节同《試播集》（Pilot）中的类似场景相比较，两个人都同样脆弱，只不过斯嘉丽在《冰核计划》中并不像《試播集》那样“像个白痴”。罗伯特·谢尔曼（Robert Shearman）和拉斯·皮尔逊（Lars Pearson）在著作《希望相信：档案批判指南，千禧年与孤胆枪手》（Wanting to Believe: A Critical Guide to The X-Files, Millennium & The Lone Gunmen）中给予本星四星（最高五星）评价，称这是“有史以来最具影响的剧集”，并指出《档案》之后还多次采用同样的剧情格局。谢尔曼认为，虽然《冰核计划》的剧本衍生自其他作品，但摩根和黄毅瑜将《怪形》中的关键主题和完美的演员相结合，创造出至关重要的一集节目。
《档案》剧组认为《冰核计划》是第一季最优秀的剧集之一。据卡特所言，摩根、黄毅瑜和导演戴维·纳特都在节目制作过程中超越自我，都在非常努力地工作。在他看来，《冰核计划》无论在剧本创作还是导演功底方面都发挥得淋漓尽致，而且一众配角演员表现同样出色。纳特对此表示：“《冰核计划》中最棒的地方在于，我们成功将那种强烈的偏执感传达出来。所有演员精诚合作，表现完美。我们在剧中处理的是每个角色最基本的情绪，从愤怒、无知再到恐惧，在两个一直相伴彼此的人物间建立情感纽带，这点非常重要。（此外）把观众吓个半死无疑是这集的关键所在。”安德森也认为本集“非常紧张，充满恐惧和偏执，与我们合作的演员都很了不起。”:48–49